# 続木敏之
続木 敏之（つづき としゆき、1958年7月4日 - ）は、愛媛県新居浜市出身の元プロ野球選手（捕手、右投右打）・監督・コーチ。

## 経歴
新居浜市立新居浜商業高校では2年の時、捕手、四番打者として1975年の第57回全国高等学校野球選手権大会に出場。3年生のエース村上博昭とバッテリーを組み決勝に進出するが、小川淳司を擁する習志野高に9回裏4-5xでサヨナラ負け、準優勝にとどまる。直後の全日本高校選抜チームによる米国西海岸・ハワイ遠征にも選出された。同年秋の三重国体では、決勝で習志野高にまたも9回裏逆転サヨナラ負けを喫し準優勝。村上以外のチームメートに片岡大蔵がいた。1976年夏の甲子園愛媛県予選では決勝で今治西高に敗退。
1976年のドラフト2位で阪神タイガースに入団。上位指名で期待されたが、一度も一軍に出場することなく1983年に現役引退。引退後は阪神に残りブルペン捕手を務めた後、1989年から2013年までブルペンコーチ補佐、トレーニングコーチなどを歴任。2013年は二軍トレーニングコーチを務めていたが、10月5日に球団から翌年の契約を結ばない事が発表された。2014年は韓国プロ野球・斗山ベアーズでトレーニングコーチを務め、2015年よりBASEBALL FIRST LEAGUE・兵庫ブルーサンダーズの野手コーチに就任。2016年11月4日、和歌山ファイティングバーズ監督に転じた山崎章弘の後任として、監督に昇格することが発表された。
2017年のシーズン、兵庫はリーグ優勝を達成し、田中耀飛がリーグ史上初となる支配下登録枠でNPBドラフト指名を受けた。シーズン終了後の11月30日に今シーズン限りでの退任・兵庫退団が発表された。

## 詳細情報

### 年度別打撃成績
- 一軍公式戦出場なし

### 背番号
- 30 （1977年 - 1981年）
- 60 （1982年 - 1983年）
- 91 （1984年 - 1988年）
- 79 （1989年 - 2003年）
- 90 （2004年 - 2013年）
- 82 （2014年）
- 90 （2015年 - 2017年）